# Shakira
Shakira Isabel Mebarak Ripollová [šakyra izabel mebarak ripoj] (* 2. února 1977 Barranquilla, Kolumbie), používající své první jméno Shakira jako umělecké, je kolumbijská zpěvačka, autorka textů a písní, producentka, choreografka a modelka. Narodila se a vyrůstala ve městě Barranquilla ve státě Kolumbie. Na počátku devadesátých let vydala svá první neoficiální studiová alba, Magia a Peligro, ve španělském jazyce. Další byla oficiální alba, která dosáhla významnějšího úspěchu, Pies Descalzos (1996), její čtvrté album Donde estan los Ladrones? (1998).
V anglicky mluvících a jiných zemích se prosadila až v roce 2001 se svým prvním anglicky nazpívaným albem Laundry Service, kterého se prodalo přes 20 milionů kusů.
Je také jedinou z této země, které se podařilo dostat na vrchol hitparád Billboard Hot 100 a UK Singles Chart.

## Biografie
Po otci je libanonského původu, po matce Kolumbijka. Její matka se jmenuje Nidia del Carmen Ripoll Torrado (má katalánské a italské předky) a otec se jmenuje William Mebarak Chadid. Narodila se ve městě Barranquilla v Kolumbii, kde podle vlastních slov vyrůstala v libanonské a italské komunitě.[zdroj?] Její otec se narodil v New Yorku, kam z Libanonu emigrovali jeho rodiče. Shakira, což znamená v arabštině „vděčná“ (شاكرة, šákira), dostala jméno po své babičce. Má osm sourozenců, jeden z nich je její manažer na turné.[zdroj?] Ve svých čtyřech letech napsala první báseň, která měla název „Křišťálová růže“. Jako dárek dostala psací stroj a tak začala psát častěji a její básně pomalu přešly do písní. Když byly zpěvačce dva roky, zazvonil u rodinného domu policejní úředník, aby rodině rodině oznámil, že se bratr Shakiry zabil při motocyklové nehodě. Shakiru tento zážitek inspiroval k napsání první písně „Tus Gafas Oscuras“ (Tvé tmavé brýle). Text popisoval, jak jejich otec dlouhá léta nosil tmavé brýle, aby přede všemi zakryl svůj smutek.
V době, kdy jí bylo deset až třináct let, se jí dostávalo pozvání na různé akce v rodném městě a dostala se tak částečně do povědomí. V této době se seznámila s místní producentkou Monicou Arizou, která z ní byla nadšená a snažila se jí v její kariéře pomoci. Během letu z Barranquilly do Bogoty přesvědčila Ariza zástupce Sony Columbia Cira Vargase, aby si Shakiru v jednom motelu poslechnul. Shakira se mu zalíbila a předal její kazetu řediteli firmy Sony. Ovšem ředitel příliš nadšený nebyl a mínil, že Shakira je spíš ztracený případ. Vargasovi to ale nevadilo a uspořádal v Bogotě konkurs, kam pozval i zástupce firmy Sony Columbia. Shakira zde vystoupila se třemi písněmi a zaujala natolik, že s ní podepsali smlouvu na tři alba.

## Hudební kariéra

### 1990–95: Začátky kariéry
Její debutové album se jmenovalo Magia (Magie) a Shakira ho nahrála v roce 1991, když jí bylo patnáct. Album si komerčně příliš dobře nevedlo, prodalo se ho necelých tisíc kusů. Poté v roce 1993 vydala album Peligro (Nebezpečí). Toto album bylo přijato lépe než debut, ovšem bylo znovu komerčním propadákem kvůli tomu, že ho Shakira odmítla propagovat. Shakira se poté rozhodla dát si přestávku, aby mohla dokončit střední školu.

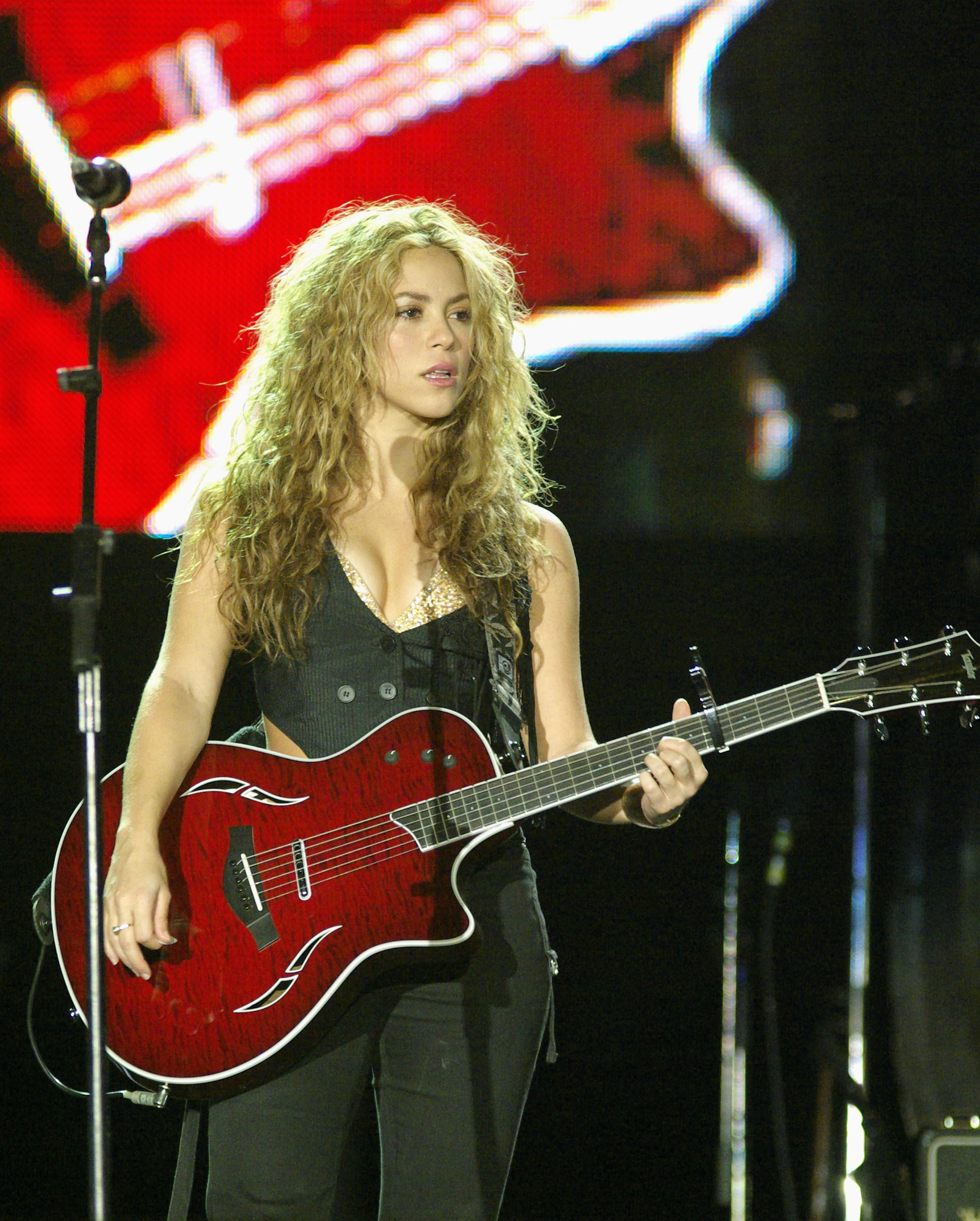
Shakira na koncertě v roce 2008

### 1995–2000: Úspěch v Latinské Americe a Španělsku
K nahrávání se vrátila v roce 1995, ovlivněna Alanis Morissette a vydala CD Pies Descalzos (Naboso), které jí v Latinské Americe zajistilo proslulost. Singly Estoy Aquí (Jsem tady), Pies Descalzos, Sueños Blancos (Bosé nohy, bílé sny) a ¿Dónde Estás Corazón? (Kde jsi, mé srdce?) se staly v pop kultuře kultovními záležitostmi. Alba Pies Descalzos se prodalo přes čtyři miliony kusů a následovalo ho album remixů nazvané jednoduše The Remixes, kterého se prodalo přes milion kusů. Album The Remixes také obsahovalo portugalské verze jejích nejznámějších písní, které vznikly kvůli jejímu úspěchu na brazilském trhu, kde se alba Pies Descalzos prodalo téměř milion kusů.
Její čtvrté album ¿Dónde Están Los Ladrones? (Kde jsou lupiči?) bylo vydáno v roce 1998. Produkoval ho Emilio Estefan, stálo prý tři miliony dolarů a bylo propracovanější než jeho předchůdce. Bylo dokonce ještě úspěšnější a potvrdilo, že Shakira je jednou z nejvýraznějších umělkyní devadesátých let v Latinské Americe. Začala si získávat stále více fanoušků v zemích, kde se španělsky nemluví, například ve Francii, Švýcarsku, Kanadě a hlavně ve Spojených státech. Osm z jedenácti písní na tomto albu vyšly jako singly. Byly to Ciega, Sordomuda (Slepá, hluchoněmá), Moscas En La Casa (Mouchy v domě), No Creo (Nevěřím), Inevitable (Osudový), Tú (Ty), Si Te Vas (Jestli odejdeš), Octavo Día (Osmý den) a světoznámá píseň Ojos Así (Takové oči, jako máš ty). Na Shakiřině prvním live albu MTV Unplugged byla píseň Estoy Aquí a písně z CD ¿Dónde Están Los Ladrones?.
V březnu 2000 se vydala na dvouměsíční turné Anfibio po Latinské Americe a Spojených státech. V srpnu 2000 vyhrála cenu MTV Video Music Award v kategorii (ve které volili diváci) „Oblíbený mezinárodní umělec“.

### 2001–2004: Dobytí anglického trhu
Po úspěchu ¿Donde Están Los Ladrones? a MTV Unplugged, začala pracovat na svém prvním albu v angličtině a spolupracovala na něm s Glorií Estefan. Shakira pracovala více než rok na novém albu.
Napsala a nahrála anglické verze písní z alba ¿Dónde Están Los Ladrones?, ovšem později se rozhodla pro nahrání nových písní a pracovala na nich přes rok. Výsledkem této roční práce bylo album Laundry Service. Toto anglické album však obsahovalo i čtyři španělské písně. Byla to například píseň Que Me Quedes Tú (Doufám, že se mnou zůstaneš). Někteří kritici tvrdili, že její angličtinářské schopnosti jsou příliš chabé na to, aby psala anglicky, avšak Laundry Service mělo velký úspěch. Celosvětově se ho prodalo přes 13 milionů kusů a přineslo obrovský hit Whenever, Wherever (Kdykoliv, Kdekoliv) a další úspěšné písně jako Underneath Your Clothes (Pod tvým oblečením), Te Dejo Madrid (Opouštím tě , Madride), Objection (Tango) (Námitka (Tango)) a The One (Ten Jediný).
V roce 2002 také vydala album svých největších španělských hitů nazvané Grandes Éxitos. V roce 2004 vydala DVD Live & Off the Record, kterého se prodaly tři miliony kusů a připomínalo Shakiřino světové turné v letech 2002–2003, které bylo nazvané Tour of the Mongoose.
V září 2002 obdržela cenu „Viewer's Choice Award“ při udělování cen „MTV Video Music Awards“ s písní Suerte (španělská verze Whenever, Wherever). V říjnu tohoto roku vyhrála pět cen na udělováni cen MTV Video Music Awards Latin America. Získala je v kategoriích Nejlepší umělkyně, Nejlepší popový umělec, Nejlepší umělec – Sever, Video roku (za Suerte) a Umělec roku. V pořadu „MTV Icon“ zaměřeném na Aerosmith vystoupila Shakira s písněmi Aerosmith a Dude (Looks Like A Lady). Také vystoupila vedle Celine Dion, Anastacií, Cher a The Dixie Chicks v show „VH1 Divas Live Las Vegas“.

### 2005–2007: Fijación Oral Vol. 1 a Oral Fixation Vol. 2
Na dva a půl roku se stáhla do ústraní a změnila svůj účes. Oznámila, že v roce 2005 vydá rovnou dvě alba; Oral Fixation a Fijación. Oral Fixation vyšlo 6. června 2005 v Evropě a 7. června 2005 v Severní Americe a Austrálii. První singl La Tortura (Mučení), na kterém spolupracovala i s Alejandrem Sanzem, se dokonce dostal na první místo ve španělské hitparádě, v Americe na 23. místo hitparády Billboard Hot 100 a v Kanadě na 21. místo. V ostatních zemích byl také úspěšný a ve většině z nich se dostal do top 10. V USA se celých dvacet pět týdnů držel na prvním místě hitparády Hot Latin Tracks.
Fijación Oral Vol. 1 bylo zároveň vydáno i v Latinské Americe. Ve Španělsku debutovalo na prvním místě a na čtvrtém místě v americké hitparádě Billboard 200. Úspěch zaznamenalo také v Itálii, Řecku a Německu, kde se dostalo na první místo, a Rakousku, kde se dostalo na třetí místo. Druhý singl z toho alba byla píseň No a byla vydána v září 2005. Ve Španělsku a Kolumbii debutovala na prvním místě a zůstala tam čtrnáct týdnů.
Zatím se alba Fijación Oral Vol. 1 prodalo celosvětově pět milionů kusů. Její třetí singl z toho alba, Día de Enero, je věnován jejímu snoubenci Antoniovi de la Rúovi. Tento singl se v některých zemích dostal na první místo, ovšem neměl takový úspěch jako předchozí singly.
S Alejandro Sanzezem vystupovala s písní La Tortura na udílení cen MTV Video Music Awards v Miami v roce 2005. Šlo o historicky první vystoupení ve španělštině na cenách VMA (zde vystupoval například i Daddy Yankee se svou písní Gasolina)
Ještě než vydala své druhé anglické album, vystupovala na cenách MTV Europe Music Awards v portugalském Lisabonu, kde získala cenu za „Nejlepší zpěvačka“. Vystoupila zde s prvním singlem z desky Oral Fixation Vol. 2, Don't Bother.
Její druhé anglické album Oral Fixation Vol. 2 vyšlo 29. listopadu, 2005. I když singl Don't Bother dobře přijali kritici, do americké top 40 se nedostal. Druhý singl Hips Don't Lie, na kterém spolupracovala s Wyclefem Jeanem se stal jejím prvním singlem, který se dostal na vrchol hitparád Billboard Hot 100 a UK Singles Chart. Shakira spolupracovala na dvou písních na obou albech s Gustavem Ceratim. 3. dubna 2006 jí ocenilo OSN za založení nadace Pies Descalzos Foundation, která pomáhá chránit kolumbijské děti před násilím. 27. dubna 2006 získala 6 cen Latin Billboard Awards. Byly to například ceny za „Nejlepší ženské latinské popové album“ (za Fijación Oral vol. 1) a „Píseň roku“ (za La Tortura). Získala také cenu „Spirit of Hope“ za svoji nadaci Pies Descalzos.
V červnu odstartovala své zatím největší turné nazvané Oral Fixation Tour, které zakončí na jaře 2007. Na tomto turné odehraje 99 koncertů, kdežto na předchozím jich odehrála 61.
Na cenách MTV Video Music Awards obdržela '06 nejvíce nominací. Bylo jich sedm a všechny za videoklip Hips Don’t Lie. Byly mezi nimi například nominace na „video roku“ a „nejlepší ženské video“, avšak získala pouze jednu cenu a to za nejlepší choreografii. Na udílení těchto cen také vystoupila s písní Hips Don't Lie a předváděla při ní taneční pohyby známého indického choreografa Faraha Khana.
V roce 2006 znovu spolupracovala s Alejandrem Sanzem, tentokrát nahráli duet nazvaný Te lo Agradezco, Pero No a můžeme jej najít v albu Alejandra Sanze, které se jmenuje El Tren de los Momentos. Ohlásila také dva nové singly; Illegal (ft. Carlos Santana) a La Pared.
Také spolupracovala s Beyoncé na songu Beautiful Liar (Krásný lhář), ve kterém zpívá Beyoncé anglicky a Shakira španělsky.Tato píseň se objeví na reedici alba B’Day od Beyoncé. Propůjčala také tři ze svých písní filmové adaptaci románu Láska za časů cholery spisovatele Gabriela Garcíi Márqueze. Její poslední videoklip k CD Oral fixation vol.2 byl k písni Lad de la Intuición a jeho anglické verzi Pure Intuition.
4. července 2008 vystoupila na Rock in Rio v Madridu. Zde zazpívala a zatančila své písně Te dejo Madrid, Whenever, Wherever či Hey you, La Tortura a dokonce i Las de la Intuición nebo také hit Hips don't lie.

## Osobní život
V roce 2000 začala chodit s Antoniem de la Rúou, což je syn bývalého argentinského presidenta Fernanda de la Rúy. V březnu 2001 ji požádal o ruku. Svatba se však neuskutečnila a v roce 2010 se spolu rozešli. Od roku 2011 tvořila pár s o deset let mladším španělským fotbalistou FC Barcelona Gerardem Piquém. Po údajně přistihnuté nevěře Piquého, se Shakira s fotbalistou rozešla na začátku června r. 2022.
22. ledna 2013 ve 21:36 hodin se jim narodil jejich první společný syn, Milan Piqué Mebarak ve španělské Barceloně. Rodila na vlastní žádost císařským řezem. Shakira pojmenovala svého syna podle toho, co znamená milý, milující, laskavý ve slovanských jazycích, dychtivý, namáhavý ve starém Římě a sjednocení v Sánskrtu.[zdroj?] Shakira těhotenství dlouho tajila a spekulujícím médiím zapírala svůj „jiný stav“, dokud jí nezačalo růst bříško a zpěvačka musela s pravdou ven. Když se jim narodil první syn, tak se Gerard Piqué přestěhoval od rodičů k Shakiře.
29. ledna 2015 ve 21:54 hodin se Shakiře a Gerardovi, opět ve španělské Barceloně, narodil císařským řezem jejich druhý syn Sasha Piqué Mebarak.

## Humanitární práce
V roce 2001 založila nadaci „Pies Descalzos Foundation“. Jde o kolumbijskou charitativní organizaci se speciálními školami pro chudé děti ve městech Quibdó a Barranquilla. Financuje ji Shakira a mnoho dalších. Stala se také „globální zástupkyní“ organizace UNICEF

## Diskografie
Hlavní článek: Diskografie Shakiry.
- 1991: Magia
- 1993: Peligro
- 1995: Pies Descalzos
- 1998: Dónde Están Los ladrones?
- 2001: Laundry Service
- 2005: Fijación Oral Vol. 1
- 2005: Oral Fixation Vol. 2
- 2009: She Wolf
- 2010: Sale el sol
- 2014: Shakira
- 2017: El Dorado
- 2024: Las Mujeres Ya No Lloran

## Tour
- Tour Pies Descalzos (1996–1997)
- Tour Anfibio (2000)
- Tour of the Mongoose (2002–2003)
- Oral Fixation Tour (2006–2007)
- The Sun Comes Out World Tour (2010–2011)
- El Dorado World Tour (2017–2018)
- Las Mujeres Ya No LIoran (2025)

## Ocenění
| Grammy Awards       |                                    |                                                                         |                                  |           |
| 1999                | Best Latin Rock/Alternative Album  | Latin                                                                   | ¿Dónde están los ladrones?       | nominace  |
| 2001                | Best Latin Pop Album               | Latin                                                                   | MTV Unplugged                    | vítězství |
| 2006                | Best Latin Rock/Alternative Album  | Latin                                                                   | Fijación Oral Vol. 1             | vítězství |
| 2007                | Best Pop Collaboration with Vocals | Pop                                                                     | Hips Don't Lie                   | nominace  |
| 2008                | Best Pop Collaboration with Vocals | Pop                                                                     | Beautiful Liar                   | nominace  |
| Latin Grammy Awards |                                    |                                                                         |                                  |           |
| 2000                | Album of the Year                  | General                                                                 | MTV Unplugged                    | nominace  |
| 2000                | Best Pop Vocal Album               | Pop                                                                     | MTV Unplugged                    | nominace  |
| 2000                | Best Female Pop Vocal Performance  | Pop                                                                     | Ojos Así                         | vítězství |
| 2000                | Best Female Rock Vocal Performance | Rock                                                                    | Octavo Día                       | vítězství |
| 2000                | Best Short Form Music Video        | Music Video                                                             | Ojos Así                         | nominace  |
| 2002                | Best Short Form Music Video        | Music Video                                                             | Suerte                           | vítězství |
| 2006                | Record Of The Year                 | General                                                                 | La Tortura                       | vítězství |
| 2006                | Album of the Year                  | General                                                                 | Fijación Oral Vol. 1             | vítězství |
| 2006                | Song Of The Year                   | General                                                                 | La Tortura                       | vítězství |
| 2006                | Best Female Pop Vocal Album        | Pop                                                                     | Fijación Oral Vol. 1             | vítězství |
| 2006                | Best Engineered Album              | Produkce Toto ocenění patří inženýrům, kteří na albu pracovali.[zdroj?] | Fijación Oral Vol. 1             |           |
| 2006                | Best Short Form Music Video        | Music Video                                                             | La Tortura                       | nominace  |
| 2007                | Record Of The Year                 | General                                                                 | Bello Embustero (Beautiful Liar) | nominace  |

- Podle BMI je Shakira nejprodávanější kolumbijskou umělkyní všech dob, bylo prodáno více než 60 milionů alb po celém světě.
- Laundry Service je nejprodávanější album v Turecku.
- Fijación Oral Vol. 1 drží vůbec ten nejvyšší rekord za prodej španělského alba
 ve Spojených státech (debutém bylo 4.misto s 157.000 prodaných kopií v prvním týdnu od vydání).

### Další ocenění
- Zlatý Glóbus: Nejlepší Píseň navržená ve filmu Despedida – nominace
- Billboard Music Award: Latinská Píseň roku „La Tortura“ (2005), Latinské Album a umělec roku „Fijación Oral vol. 1 / Shakira“ (2005), Latinské Album roku „Fijación Oral vol. 1“ (2005)
- Latin Billboard Music Awards: Album roku, „Pies Descalzos“ (1999), Video roku, „Estoy Aquí“ (1999), Nejlepší nový umělec (1999), Nejlepší Pop umělec (2001), Album roku, Fijacion Oral Vol. 1 (2005), Píseň roku – La Tortura (2006), Píseň roku, vokální duet – La Tortura (2006), Latinské ženské pop album roku – Fijación Oral 1 (2006) , Latin Pop Airplay Song Of The Year, Duo or Group (2006), Ringtone Of The Year, La Tortura (2006), Spirit Of The Hope (2006), Píseň roku, vokální duet – Hips Don`t Lie (2007)
- MTV European Music Award: Nejlepší žena (2005)
- MTV Video Music Awards: Mezinárodní ocenění, vybrané diváky – MTV Latin America (severní) – „Ojos Así“ (2000), Mezinárodní ocenění, vybrané diváky – MTV Latin America (severní) – „Suerte“ (2002), Nejlepší choreografie ve videoklipu – „Hips Don't Lie“ (2006), Most Earth-Shattering Collaboration – „Beautiful Liar“ s Beyonce (2007)
- MTV Latin Music Awards: Umělec roku (2002), Video roku – „Suerte“ (2002), Nejlepší Pop Umělec (2002), Nejlepší umělkině (2002), Nejlepší centrální umělec (2002), Umělec roku (2005), Video roku – „La Tortura“ (2005), Nejlepší Pop Umělec (2005), Nejlepší umělkině (2005), Nejlepší centrální umělec (2005), Píseň roku – „Hips Don't Lie“ (2006)
- ALMA Awards: Španělské album roku – Fijacion Oral Vol. 1, Nejlepší ženská muzikálová interpretka – Shakira, Speciální ocenění – humanitární ocenění
- NRJ Music Awards France: Mezinárodní píseň roku (Whenever, Wherever) (2012, Album roku (Laundry Service) (2004), Mezinárodní ženská píseň roku (2004), Mezinárodní píseň roku (La Tortura) (2006)
- Premios Lo Nuestro: Ženský Pop umělec z roku (1997), Nejlepší nový umělec (1997), Ženský Pop umělec z roku (1999), Pop Album roku – Donde Estan Los Ladrones (1999) , Rockové album z roku – MTV Unplugged (2001), Nejlepší Rock Umělec (2001), Ženský Pop umělec z roku (2002), Ženský Pop umělec z roku (2004), Album roku – Fijación Oral (2006), Skupina aneb Duo z roku – Shakira & Alejandro Sanz (2006), Song Of The Year – La Tortura (2006), Ženský Pop umělec z roku (2007)
- American Music Award: Nejlepší latinský Umělec (2005), Nejlepší latinský Umělec (2006)
- World Music Award: Nejprodávanější Latinský Umělec (1998), Nejprodávanější Latinský Umělec (2003), Nejprodávanější Latinský Umělec (2005), Nejprodávanější Latinský Umělec (2006)
- People’s Choice Award: Píseň roku „Hips Don't Lie“ (2007)
- Much Music Canada Award: Video roku – (Whenever, Wherever) (2002), Mezinárodní Umělec roku (2002)
- Echo Awards: Nejlepší mezinárodní ženský Umělec (2003)
- Los Primios Telehit: Největší latinský umělec na celém světě (2008) (Most Important Latin Artist on a World-wide Basis)

## Fotogalerie

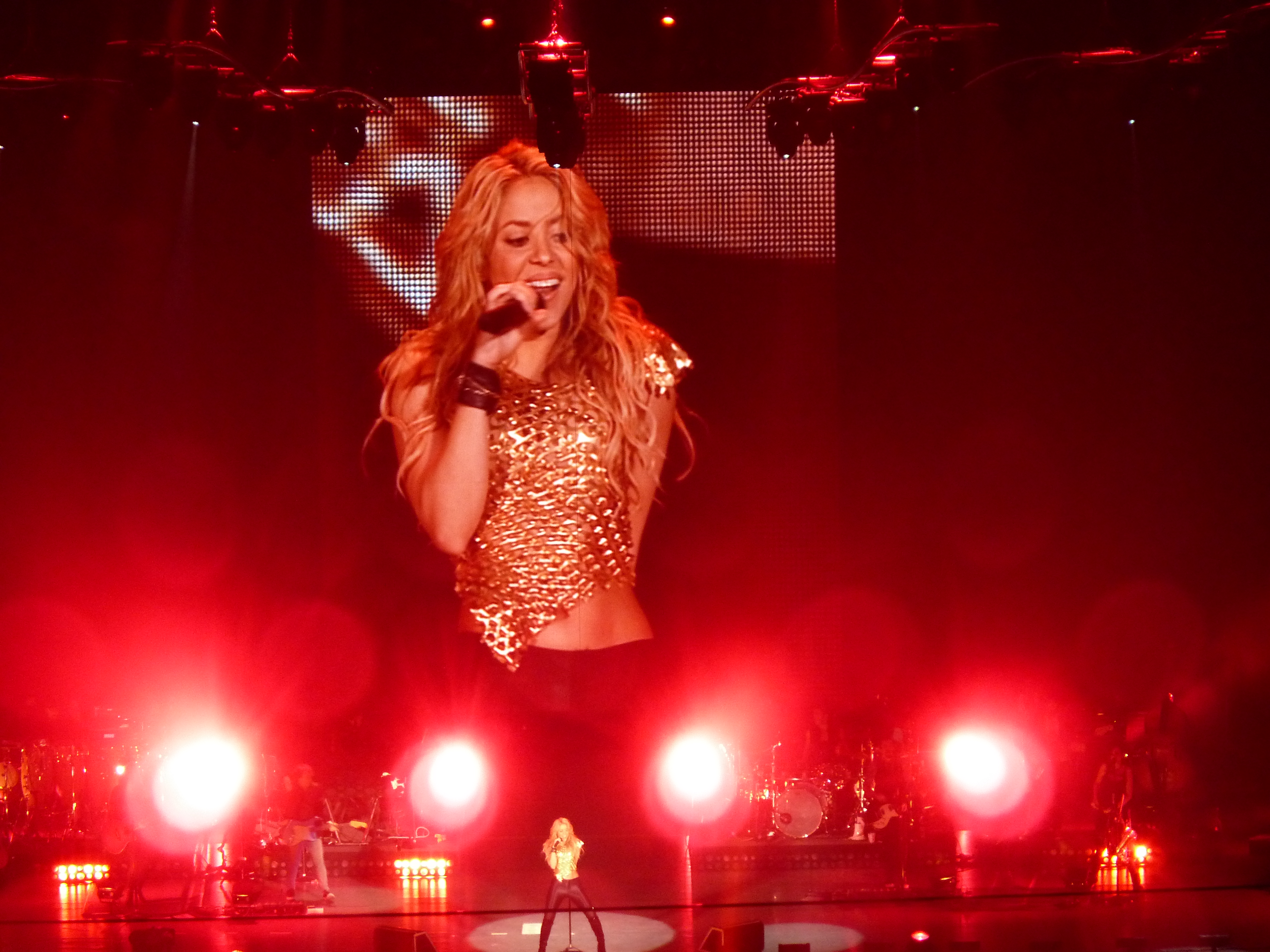
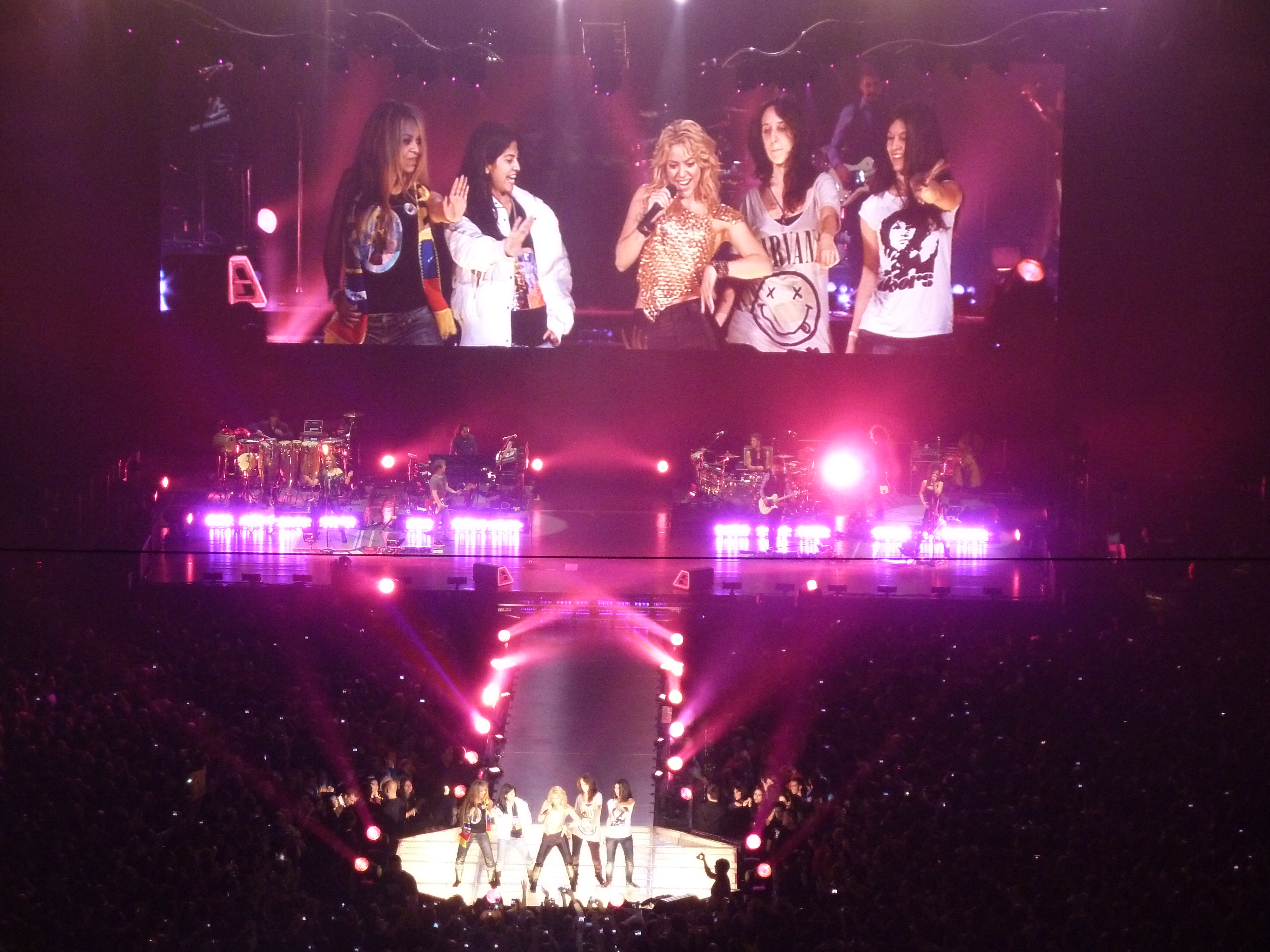
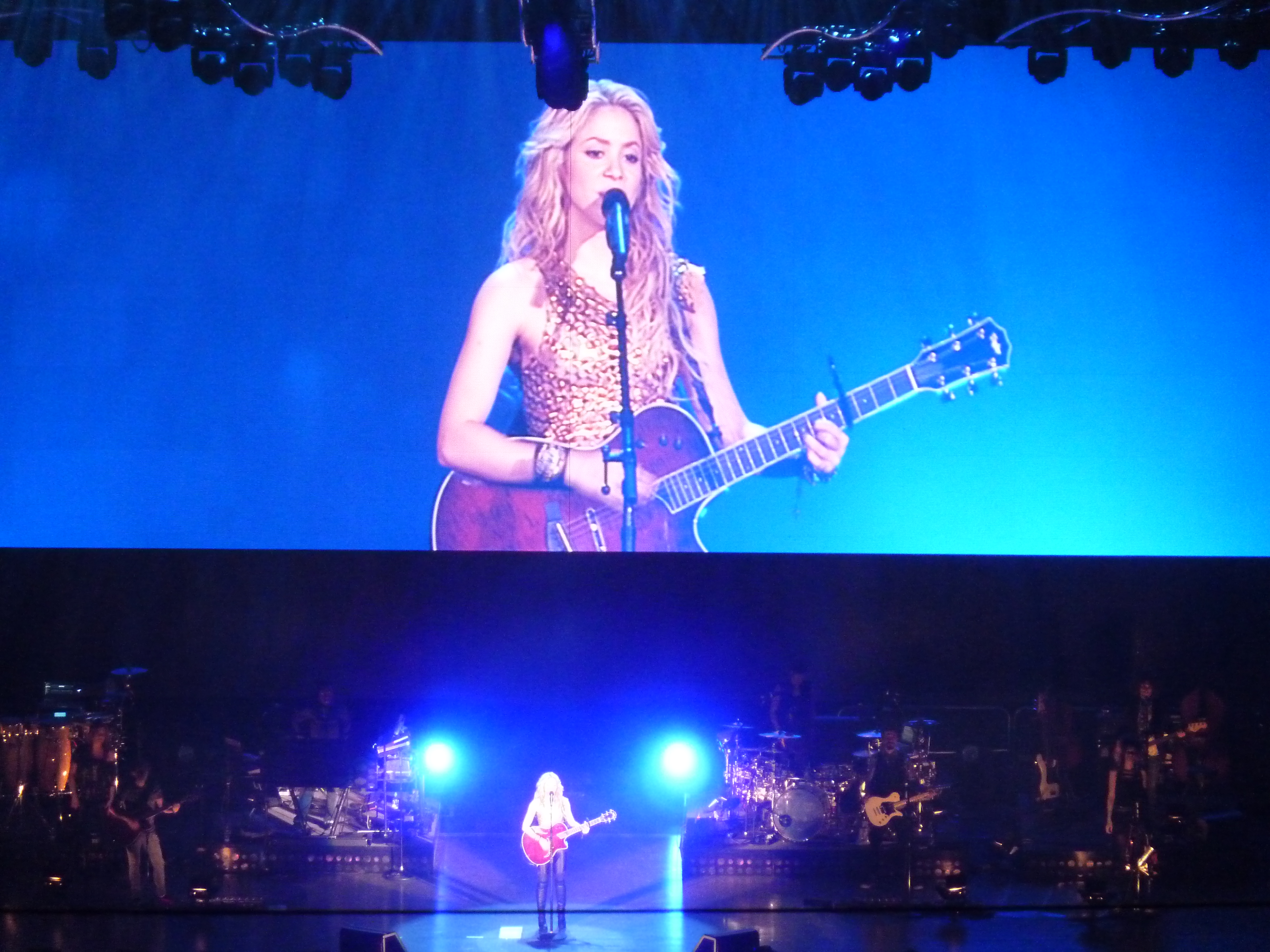
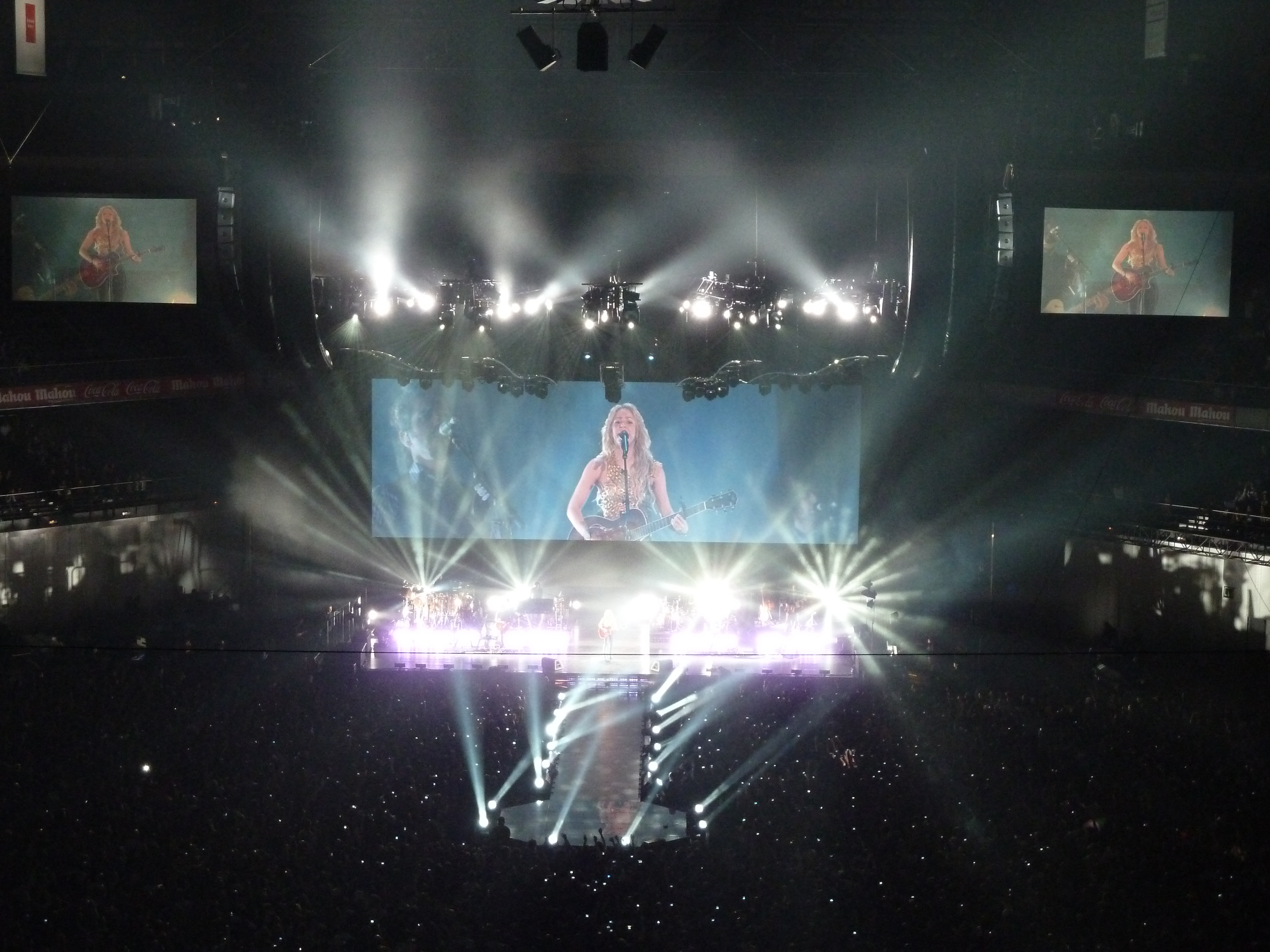
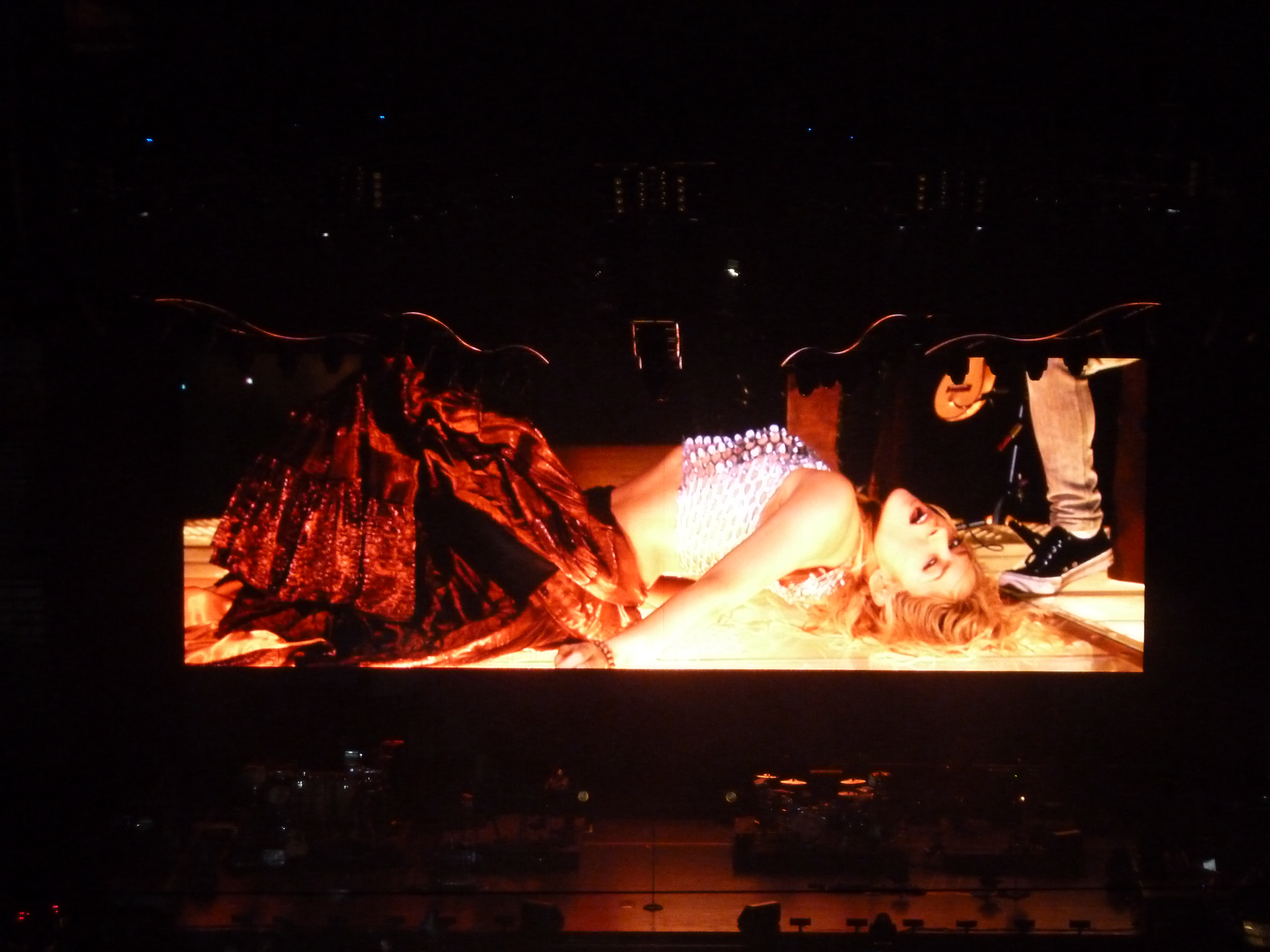
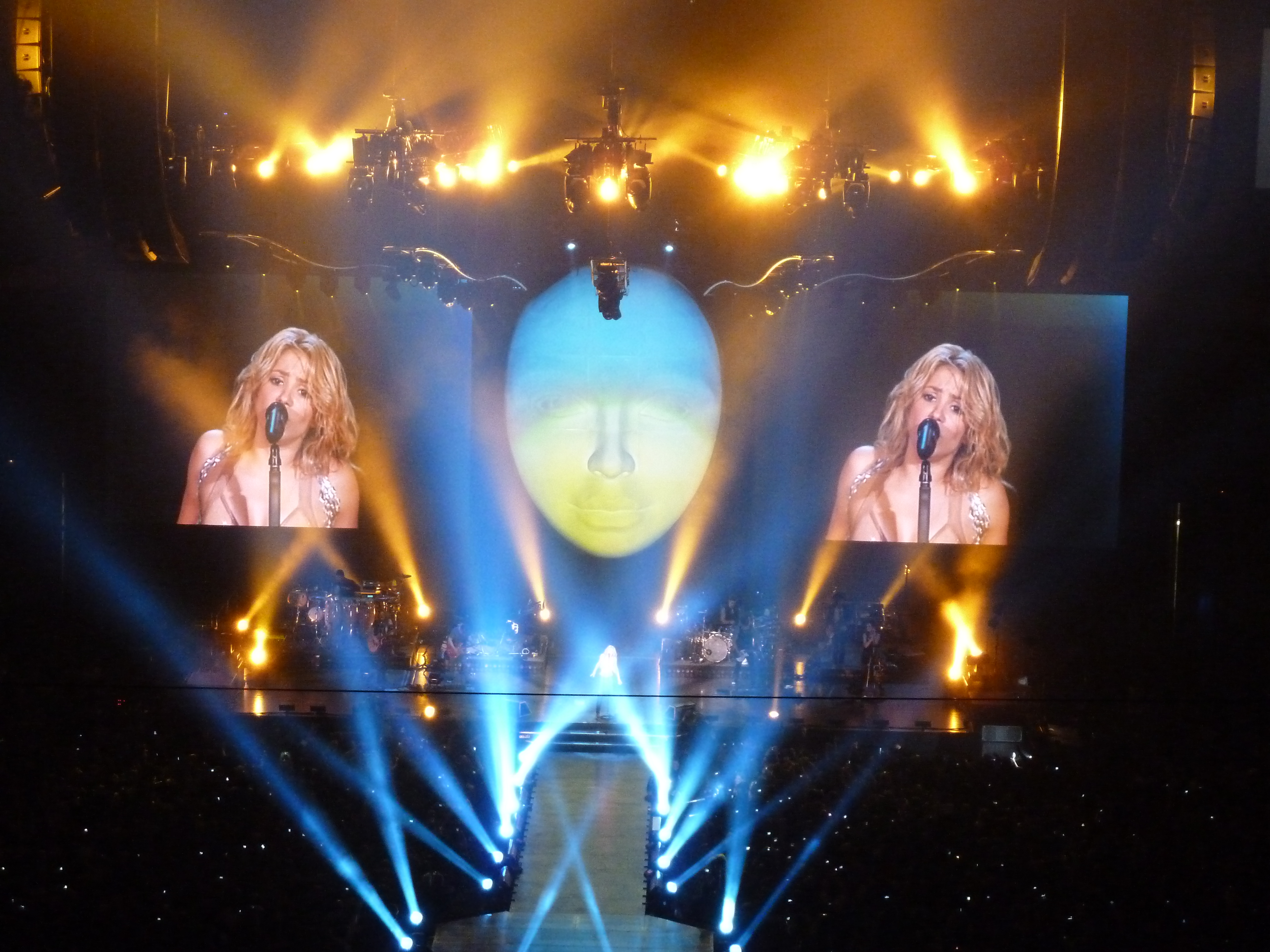
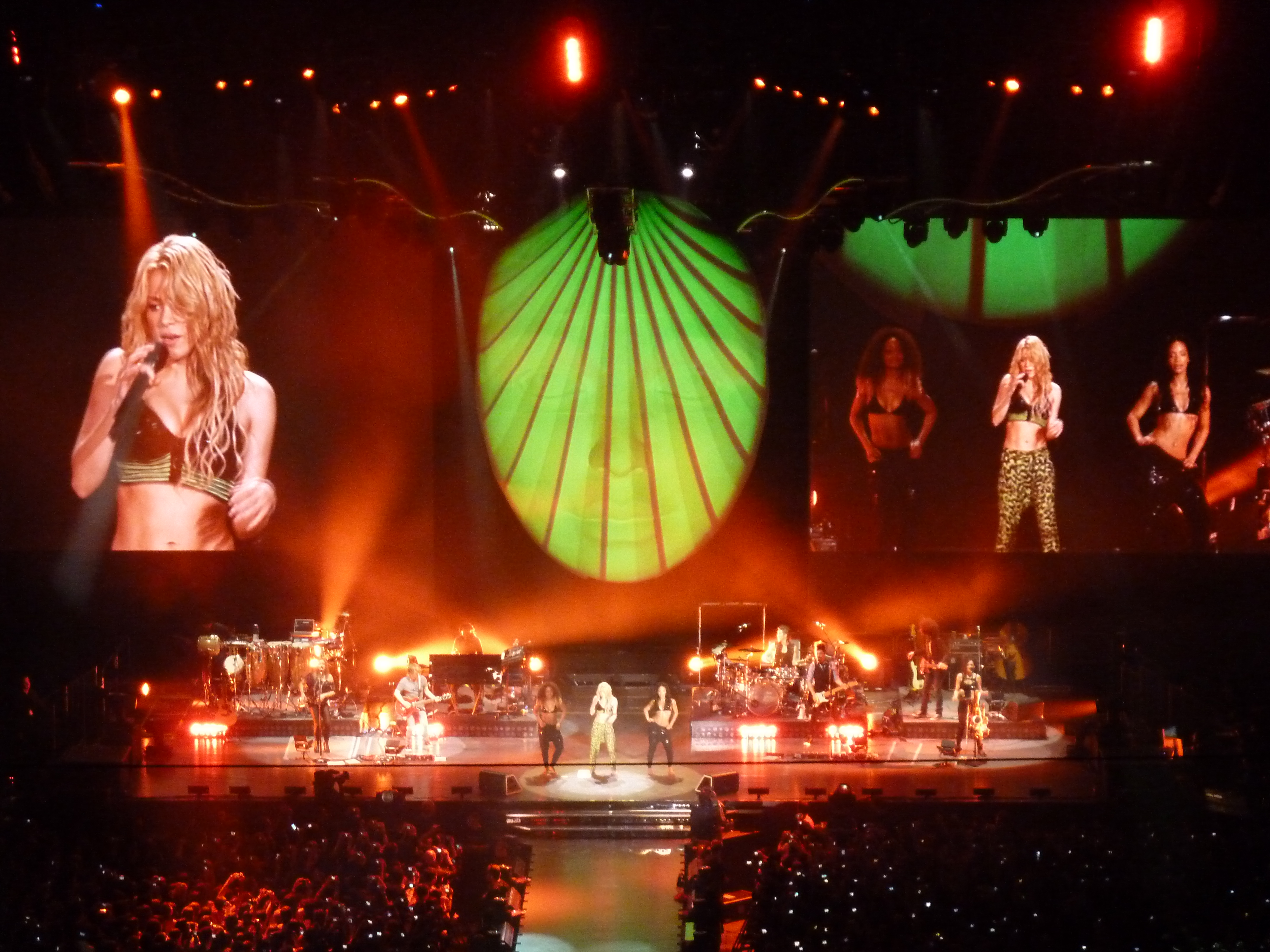
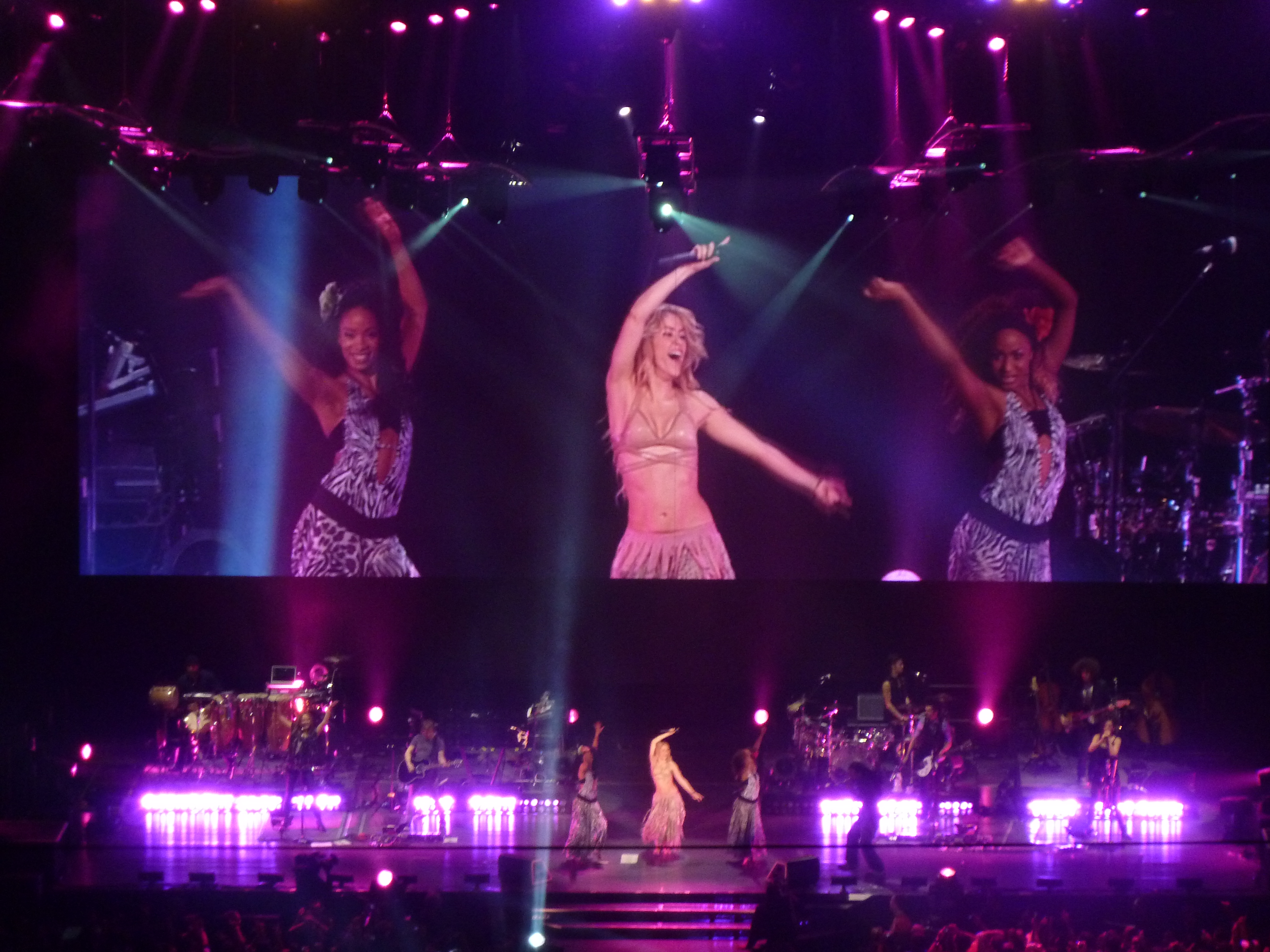
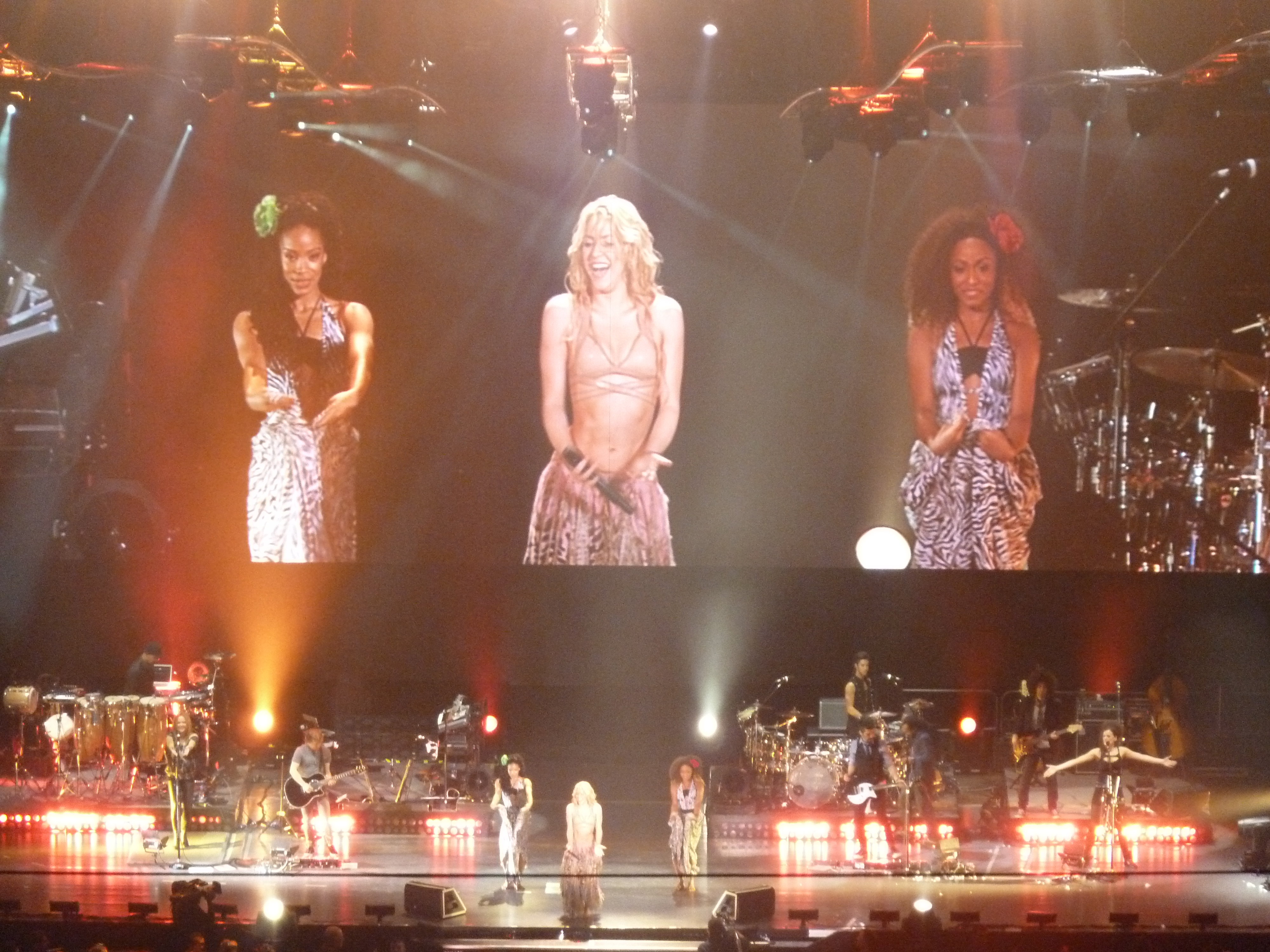
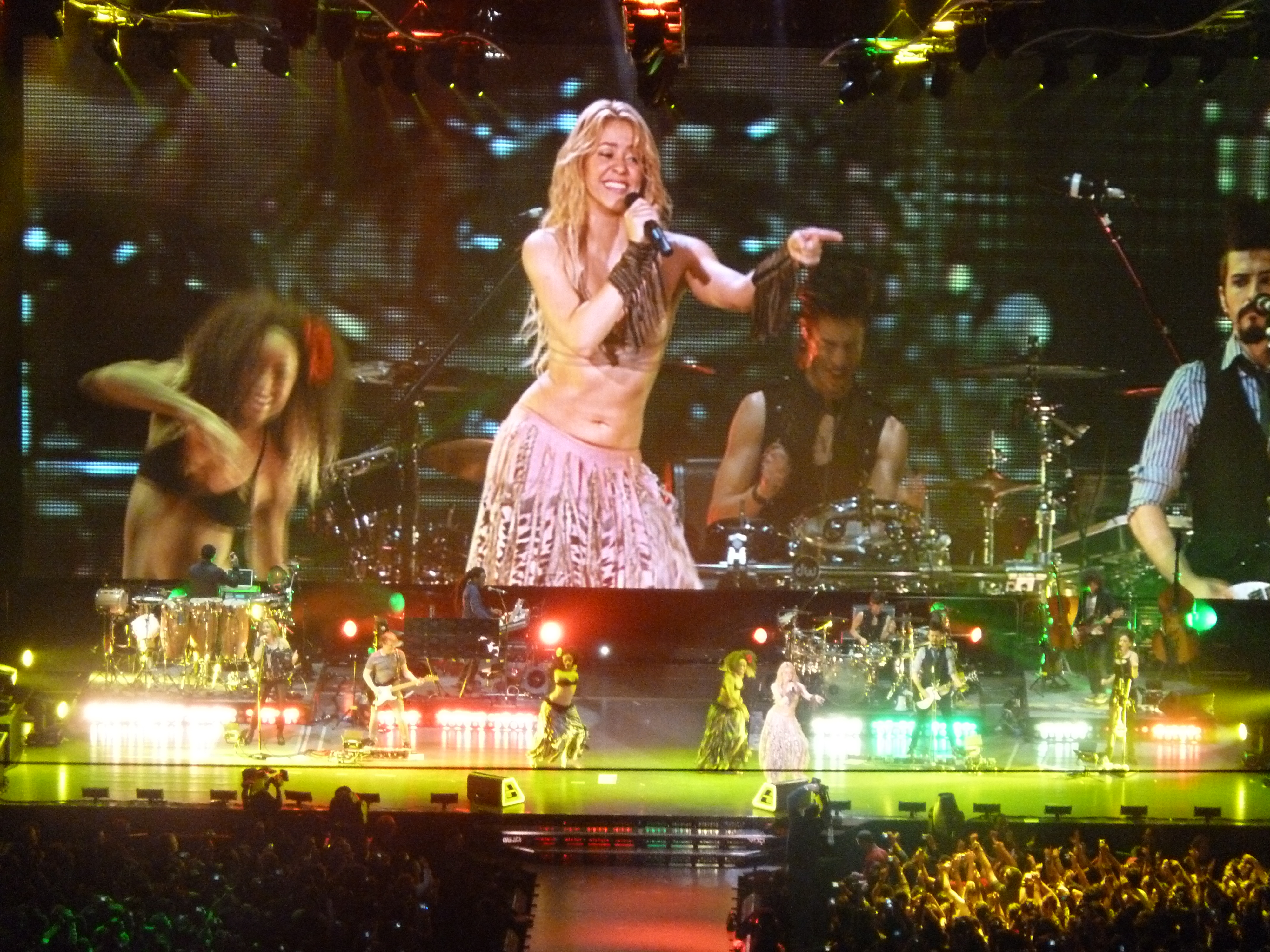

## Filmografie
- V roce 1996 si zahrála v kolumbijské telenovele El Oasis roli Luisy Marie.
- V letech 2013 až 2014 byla koučkou v pěvecké soutěži The Voice.
- V roce 2016 nahrála píseň pro animovaný film Zootropolis: Město zvířat „Try Everything“.